# Silnice III/0221
Silnice III/0221 je silnice III. v Plzeňském kraji vedoucí z Lučic do Kdyně. Je dlouhá 14,3 km. Prochází 2 okresy. 
Dříve silnice III/0221 neexistovala, vznikla degradací silnice II/184.

## Vedení silnice

### Plzeňský kraj, okres Klatovy
- Lučice (Kříž. II/184, II/185)
- Bezpravovice

### Plzeňský kraj, okres Domažlice
- (Kříž. III/1846)
- Němčice (Kříž. III/18410, III/18411)
- (Kříž. III/18413)
- Kdyně (Kříž. I/22)